# Alain Eizmendi
Alain Eizmendi Blanco (Beasain, 10 giugno 1990) è un calciatore spagnolo, centrocampista del Beasain.

## Carriera

### Club
Ha giocato nella massima serie cipriota e nella seconda divisione spagnola.